# Gongylidiellum chiardolae
Gongylidiellum chiardolae är en spindelart som beskrevs av Lodovico di Caporiacco 1935. Gongylidiellum chiardolae ingår i släktet Gongylidiellum och familjen täckvävarspindlar. Inga underarter finns listade i Catalogue of Life.